# Калгари
Калгари (на английски: Calgary) е голям град в Канада в провинция Алберта. Населението му е над 1 млн. души (1150 хил. жители, 2013), без предградията (т. нар. Голям Калгари).

## Климат
Климатът е остро континентален, със студена зима и топло, но кратко лято.

## Икономика
Икономиката на Калгари е доминирана от нефтената и газова промишленост. Най-големите компании са „Бритиш Петролеум“, „Шел Канада“, „Санкор“, „ТрансКанада“. През 1996 г. „Канадските железници“ преместват своя централен офис от Монреал в Калгари. Със своите 3100 служители компанията е най-големият работодател в града. Другите големи работодатели са „НОВА“(4900 служители), „Нексен“ (3200 служители), „Шел Канада“ (2200 служители).
През октомври 2006 „ЕнКана“ обявява започването на строителството на 59-етажен небостъргач в централната част на града. След завършването му новият централен офис на компанията е станал най-високата сграда извън Торонто.
През 2006 г. Калгари има най-ниското ниво на безработица – 3,2%, сред големите градове в Канада. В резултат на това има недостиг на работници, квалифицирани и неквалифицирани.

## Спорт
През 1988 г. в града се провеждат зимни олимпийски игри.

## Известни личности
Родени в Калгари
- Хюго Бътлър (1914 – 1968), сценарист
- Пол Грос (р. 1959), актьор
- Тайсън Кид (р. 1980), кечист
- Елиша Кътбърт (р. 1982), актриса
- Тод Макфарлън (р. 1961), писател
- Джиндър Махал (р. 1986), кечист
- Кори Монтийт (1982 – 2013), актьор
- Питър Уотс (р. 1958), писател
- Оуен Харгрийвс (р. 1981), футболист
- Робърт Хеър (р. 1934), психолог
- Кейли Хъмфрис (р. 1985), бобслеистка
- Кайза (Kiesza) (р. 1989), поп певица
- Натали Найтхарт (р. 1982), кечистка

Други
- Мартин Минчев (р. 1962), инженер, работи в града от 2001

## Побратимени градове
Калгари има отношения със следните градове:
- Квебек, Канада – (1956)
- Джайпур, Индия – (1973)
- Дацин, Китай – (1985)
- Наукалпан, Мексико – (1994)
- Теджън, Южна Корея – (1996)
- Финикс, САЩ – (1997)